# Heather Zar
Heather J. Zar est une médecin et une scientifique sud-africaine spécialisée dans le soin des enfants atteints de maladies respiratoires comme l'asthme, la tuberculose et la pneumonie.

## Biographie
Elle est l'aînée d'une fratrie de cinq enfants. Née au Cap, elle passe son enfance en Afrique du Sud, et effectue des études supérieures de médecine à Johannesburg. Puis elle quitte l'Afrique du Sud, en désaccord avec le régime d'apartheid qui y est alors imposé, et achève son cursus d'études à l’université Columbia, à New York, pour revenir chercher un poste de pneumologue au Cap, dans son pays natal. Elle ne trouve pas de poste de spécialiste immédiatement et est médecin généraliste pendant deux ans. Elle obtient ensuite un poste de chercheur, et praticien, spécialiste des maladies pneumonaires chez l'enfant (pneumonie, asthme, ..).
Son travail sur les maladies pulmonaires liées au sida a aidé à  faire évoluer l'Organisation mondiale de la santé et les directives nationales sud-africaines. Ses recherches sur la tuberculose infantile ont renforcé les méthodes de diagnostic de la maladie, avec de nouveaux échantillons et des diagnostics moléculaires rapides. Ses travaux sur l'utilisation de bouteilles en plastique recyclé à faible coût, pour aider les enfants à inhaler plus facilement les médicaments contre l'asthme en aérosol, ont attiré l'attention à l'échelle mondiale,. Elle est l'une des leaders d'une étude épidémiologique de près de 1000 enfants qui sont suivis de près au fil du temps pour mieux comprendre et élaborer des stratégies de prévention des maladies pulmonaires et d'autres maladies infantiles. L'étude examine les facteurs de risque dans sept domaines (nutritionnel, environnemental, psychosocial, microbiologique, maternel, génétique et immunologique). Le but est de renforcer la prévention des maladies chroniques respiratoires chez les enfants, et adolescents, jusqu'à l'âge adulte.
Elle est membre de l'Académie des sciences d'Afrique du Sud et a publié plus de 200 articles scientifiques. Elle est également présidente du Département de pédiatrie et de santé de l'enfant à l'université du Cap, et présidente de la Pan African Thoracic Society.

## Distinctions
- L"American Thoracic Society lui remet son Prix mondial de la santé pulmonaire (World Lung Health Award) en 2014[9].
- Elle est également lauréate du prix L'Oréal-Unesco pour les femmes et la science 2018[3],[10],[11].